# Deltha O'Neal
Deltha Lee O'Neal III (Palo Alto, 30 gennaio 1977) è un giocatore di football americano statunitense che ha militato nel ruolo di cornerback nella National Football League (NFL).

## Carriera

### Denver Broncos
O'Neal fu scelto dai Denver Broncos nel corso del primo giro (15º assoluto) del Draft NFL 2000. A causa della sua velocità, l'allenatore della squadra Mike Shanahan pensò brevemente di spostarlo nel ruolo di wide receiver a metà del 2003: durante l'esperimento ebbe 2 ricezioni per 4 yard in due partite. Durante la sua permanenza nei Broncos, il giocatore pareggiò il record NFL con quattro intercetti in una partita.

### Cincinnati Bengals
Nell'aprile 2004 uno scontento O'Neal, una scelta del primo giro e una del quarto giro del Draft NFL 2004 furono scambiate con i Cincinnati Bengals per la loro scelta del primo giro, la 17ª assoluta.
Nella stagione 2005, O'Neal fece registrare dieci intercetti, battendo il record di franchigia di Ken Riley di 9 nel 1976 ed eguagliando Ty Law come leader della NFL quell'anno. Superò il primato il 18 dicembre 2005, contro i Detroit Lions.
All'inizio del dicembre 2006, O'Neal fu arrestato per guida in stato di ebbrezza. L'anno successivo fece registrare 52 tackle e un intercetto. Fu svincolato il 30 agosto 2008.

### New England Patriots
Il 1º settembre 2008 O'Neal firmò con i New England Patriots dove giocò per una stagione.

### Houston Texans
O'Neal firmò con gli Houston Texans il 6 agosto 2009 dopo l'infortunio del cornerback Jacques Reeves. Fu svincolato il 5 settembre 2009.

## Palmarès
- Convocazioni al Pro Bowl: 2

2001, 2005
- Second-team All-Pro: 1

2005
- Leader della NFL in intercetti: 1

2005